# Tomiyamichthys
Tomiyamichthys är ett släkte av fiskar. Tomiyamichthys ingår i familjen smörbultsfiskar.
Kladogram enligt Catalogue of Life:
| Tomiyamichthys | \| \| Tomiyamichthys alleni \| \| \| \| \| \| Tomiyamichthys fourmanoiri \| \| \| \| \| \| Tomiyamichthys lanceolatus \| \| \| \| \| \| Tomiyamichthys latruncularius \| \| \| \| \| \| Tomiyamichthys oni \| \| \| \| \| \| Tomiyamichthys praealta \| \| \| \| \| \| Tomiyamichthys smithi \| \| \| \| \| \| Tomiyamichthys tanyspilus \| \| \| \| |
|                | \| \| Tomiyamichthys alleni \| \| \| \| \| \| Tomiyamichthys fourmanoiri \| \| \| \| \| \| Tomiyamichthys lanceolatus \| \| \| \| \| \| Tomiyamichthys latruncularius \| \| \| \| \| \| Tomiyamichthys oni \| \| \| \| \| \| Tomiyamichthys praealta \| \| \| \| \| \| Tomiyamichthys smithi \| \| \| \| \| \| Tomiyamichthys tanyspilus \| \| \| \| |
|                | Tomiyamichthys alleni |
|                | |
|                | Tomiyamichthys fourmanoiri |
|                | |
|                | Tomiyamichthys lanceolatus |
|                | |
|                | Tomiyamichthys latruncularius |
|                | |
|                | Tomiyamichthys oni |
|                | |
|                | Tomiyamichthys praealta |
|                | |
|                | Tomiyamichthys smithi |
|                | |
|                | Tomiyamichthys tanyspilus |
|                | |